# تاکاکو کاتو (بازیگر)
تاکاکو کاتو (انگلیسی: Takako Katō؛ ۱۴ اکتبر ۱۹۷۰ – ) بازیگر، خواننده، و شخصیت‌های تلویزیونی در ژاپن اهل ژاپن بود. وی از سال ۱۹۹۰ میلادی تاکنون مشغول فعالیت بوده‌است.